# Ascochyta ulicis-caledoniensis
Ascochyta ulicis-caledoniensis är en svampart som beskrevs av Punith. 2002. Ascochyta ulicis-caledoniensis ingår i släktet Ascochyta, ordningen Pleosporales, klassen Dothideomycetes, divisionen sporsäcksvampar och riket svampar.   Inga underarter finns listade i Catalogue of Life.